# لالیتپور
لالیتپور (به لاتین: Lalitpur) یک شهر در نپال است که در Lalitpur District واقع شده‌است. لالیتپور ۱۵٫۴۳ کیلومتر مربع مساحت و ۲۶۰٬۳۲۴ نفر جمعیت دارد.

لالیتپور
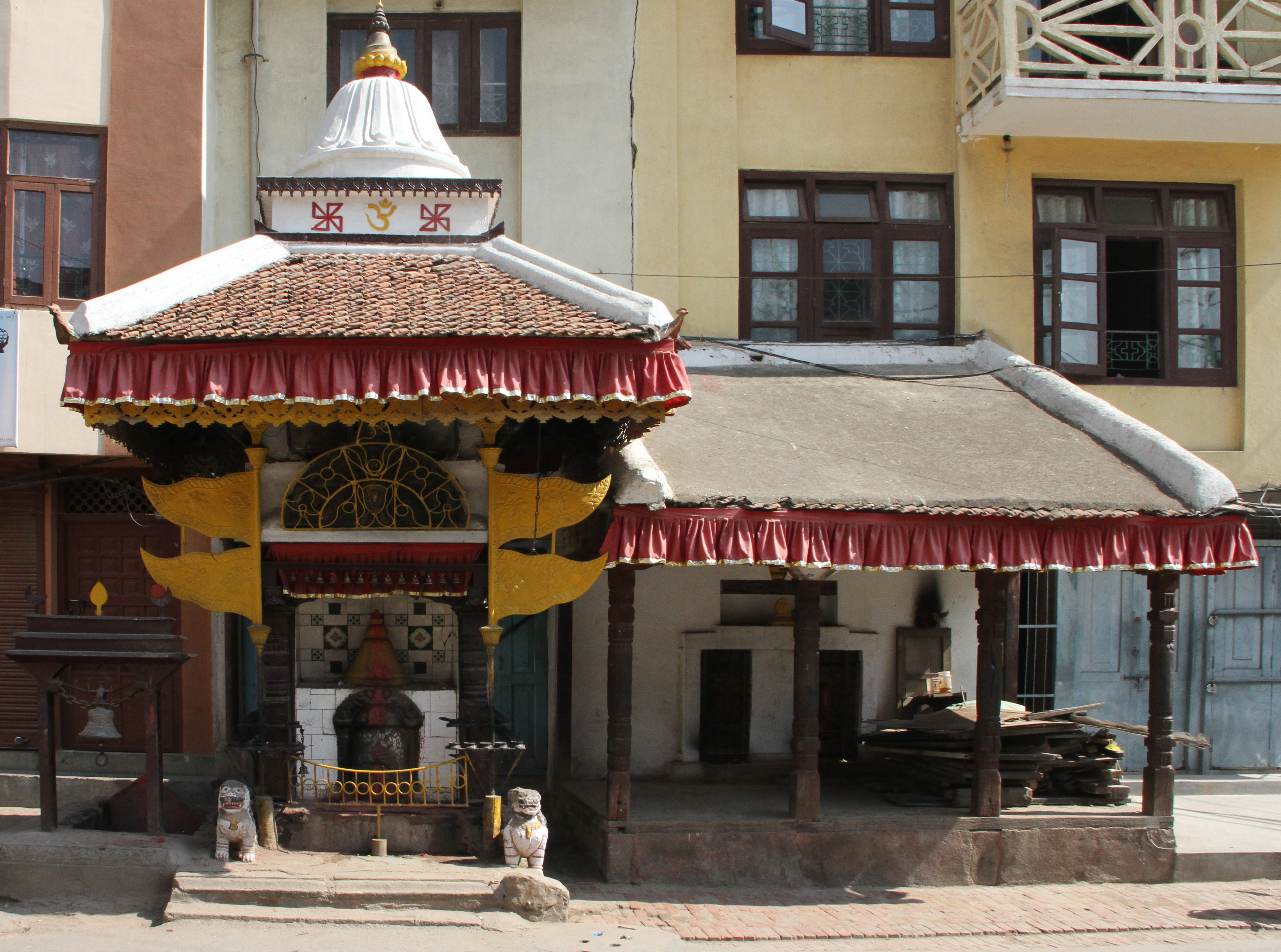
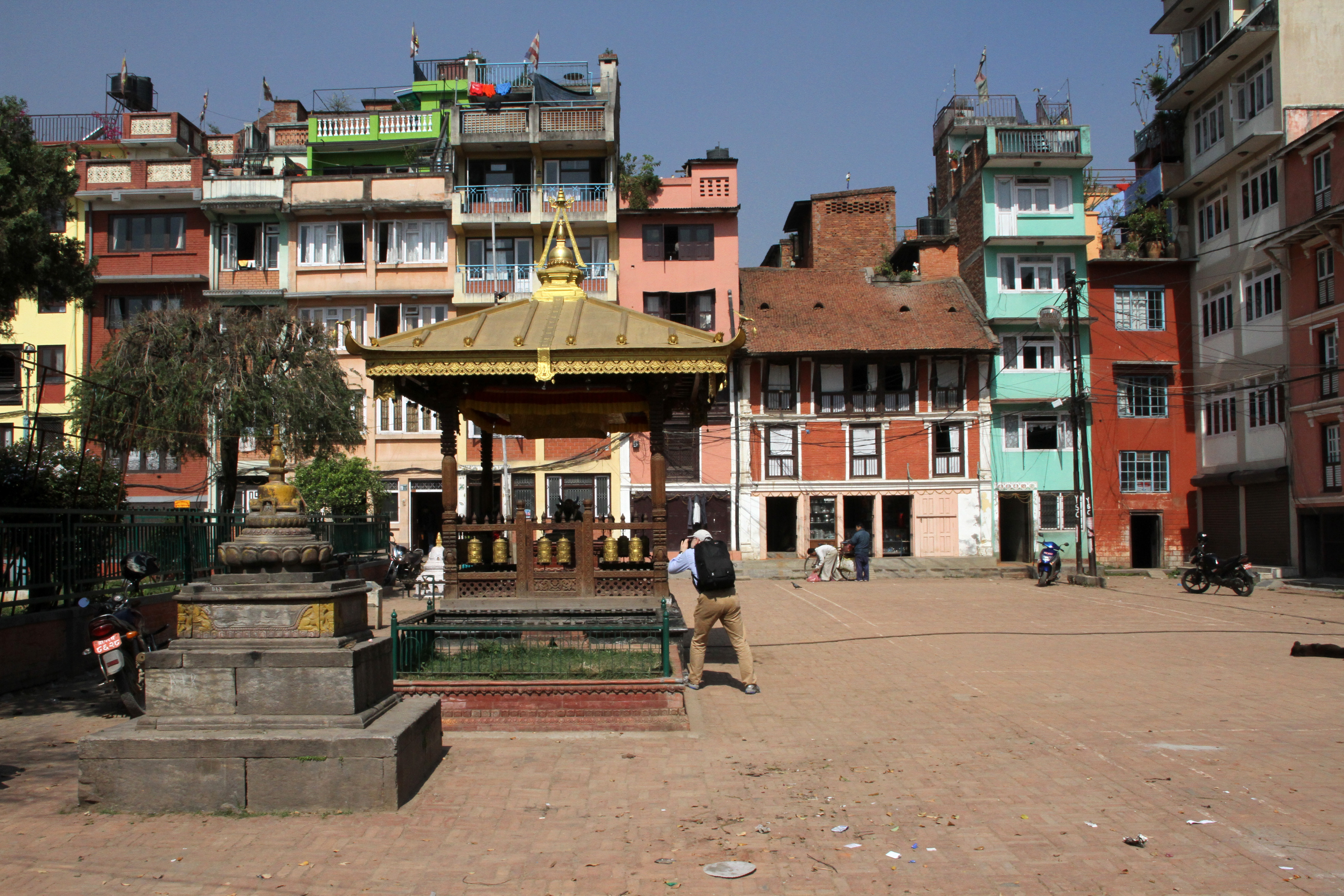
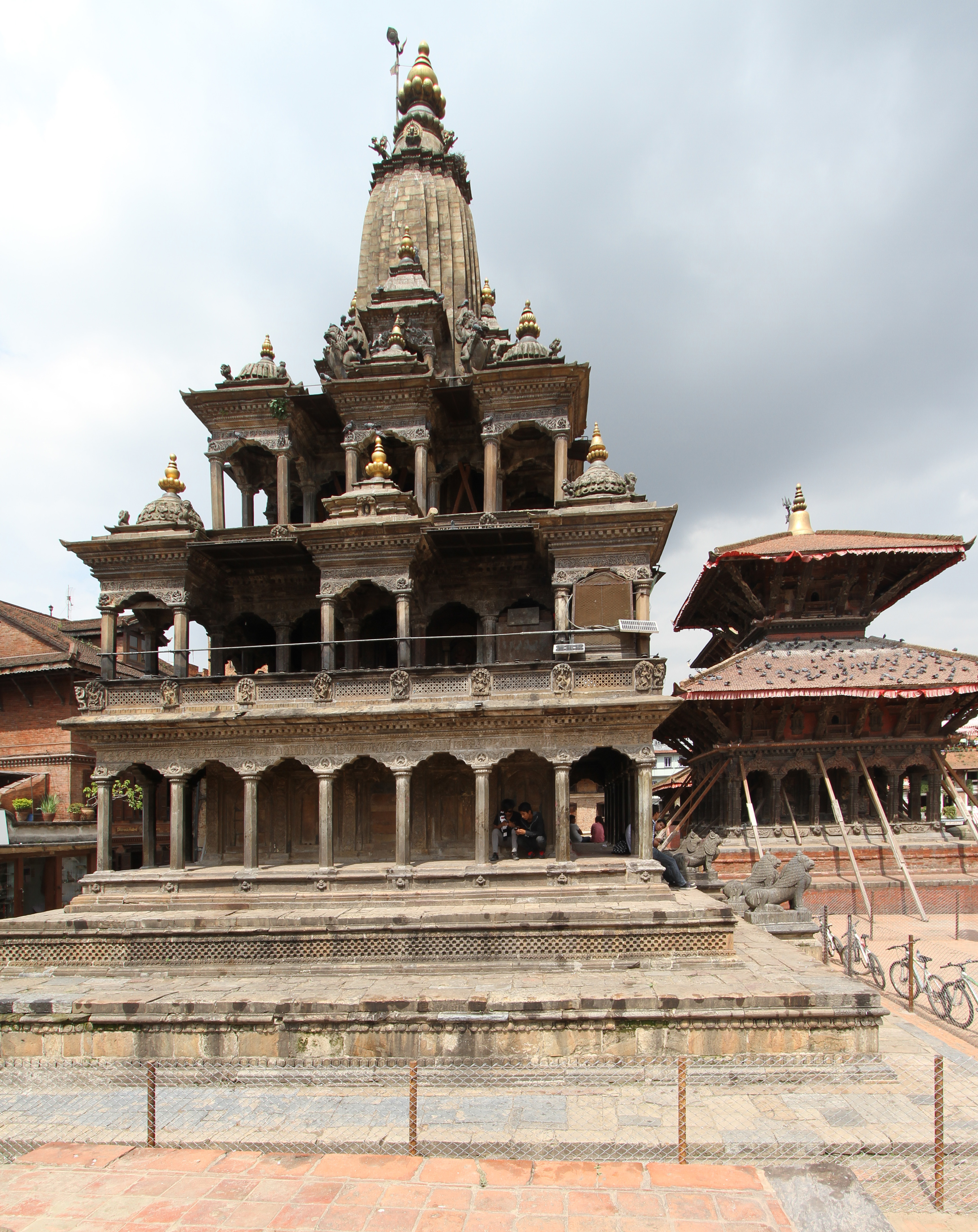
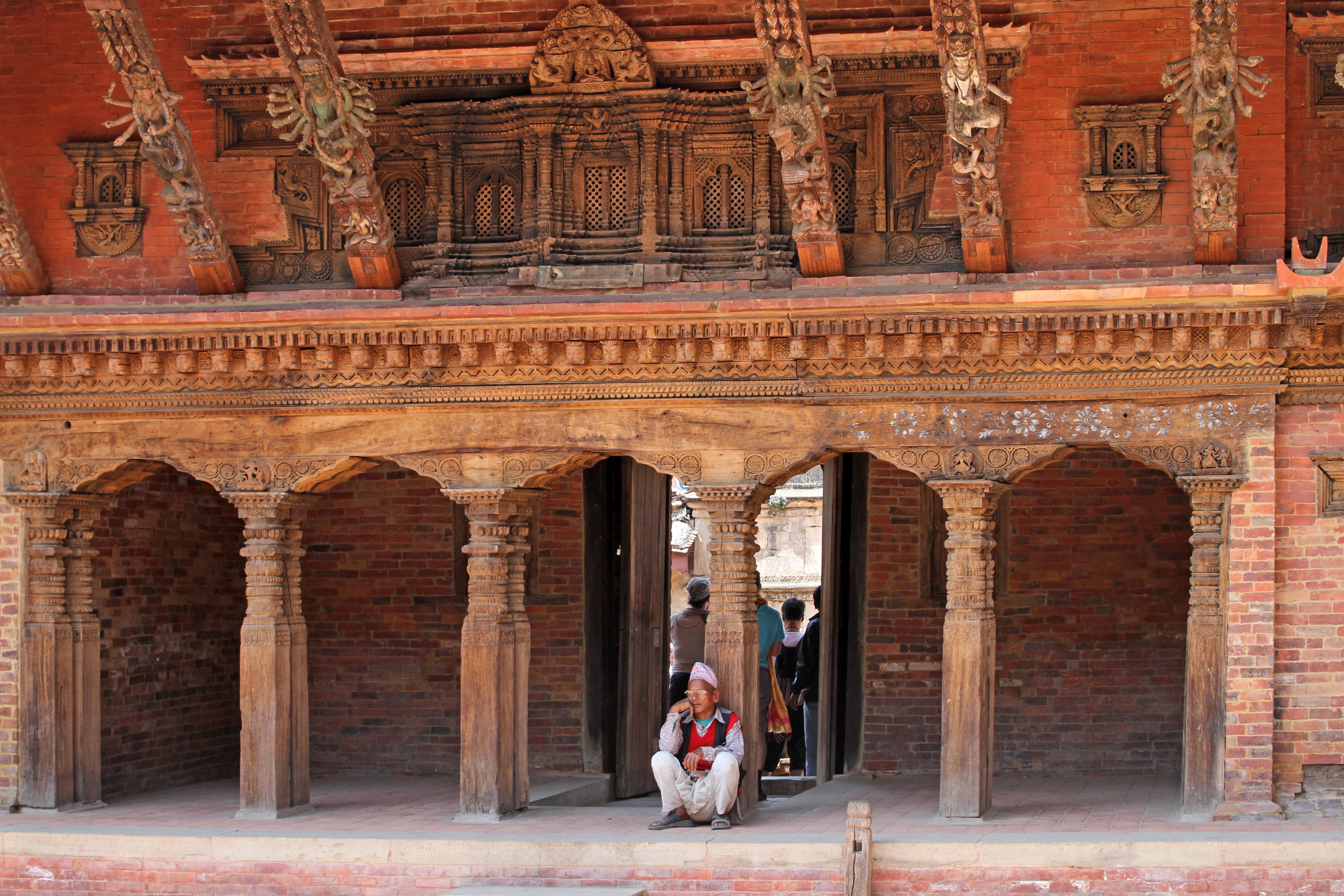
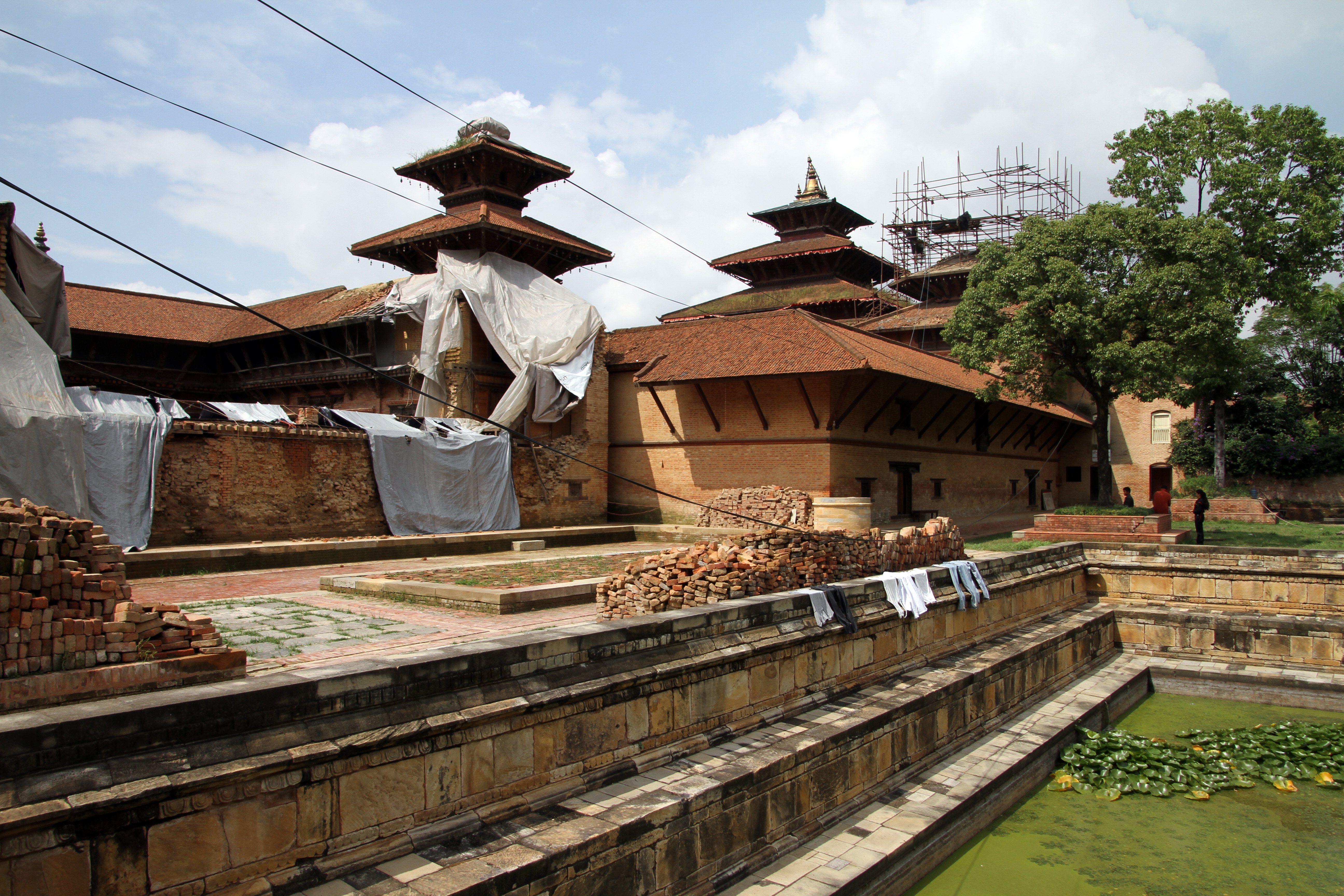
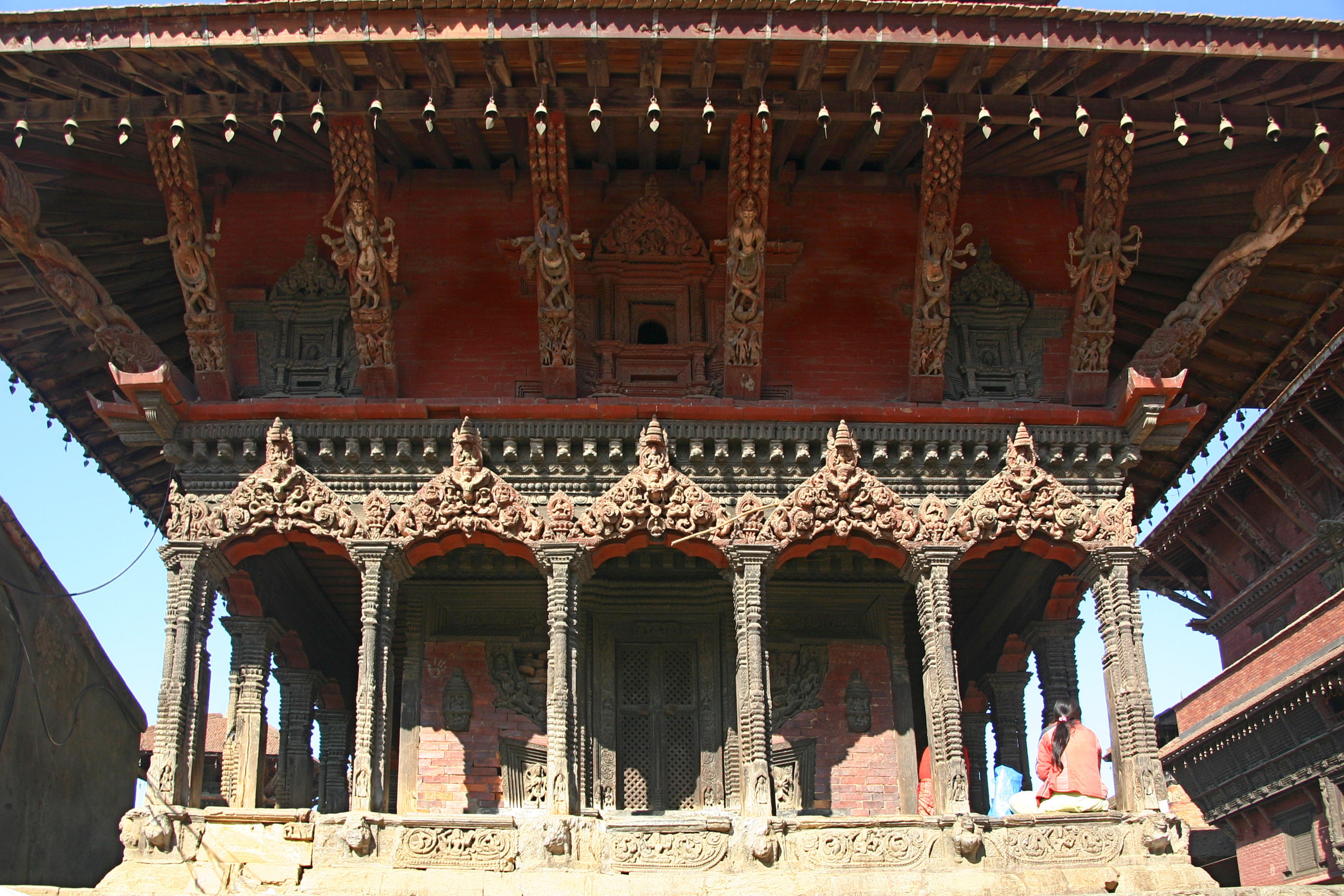
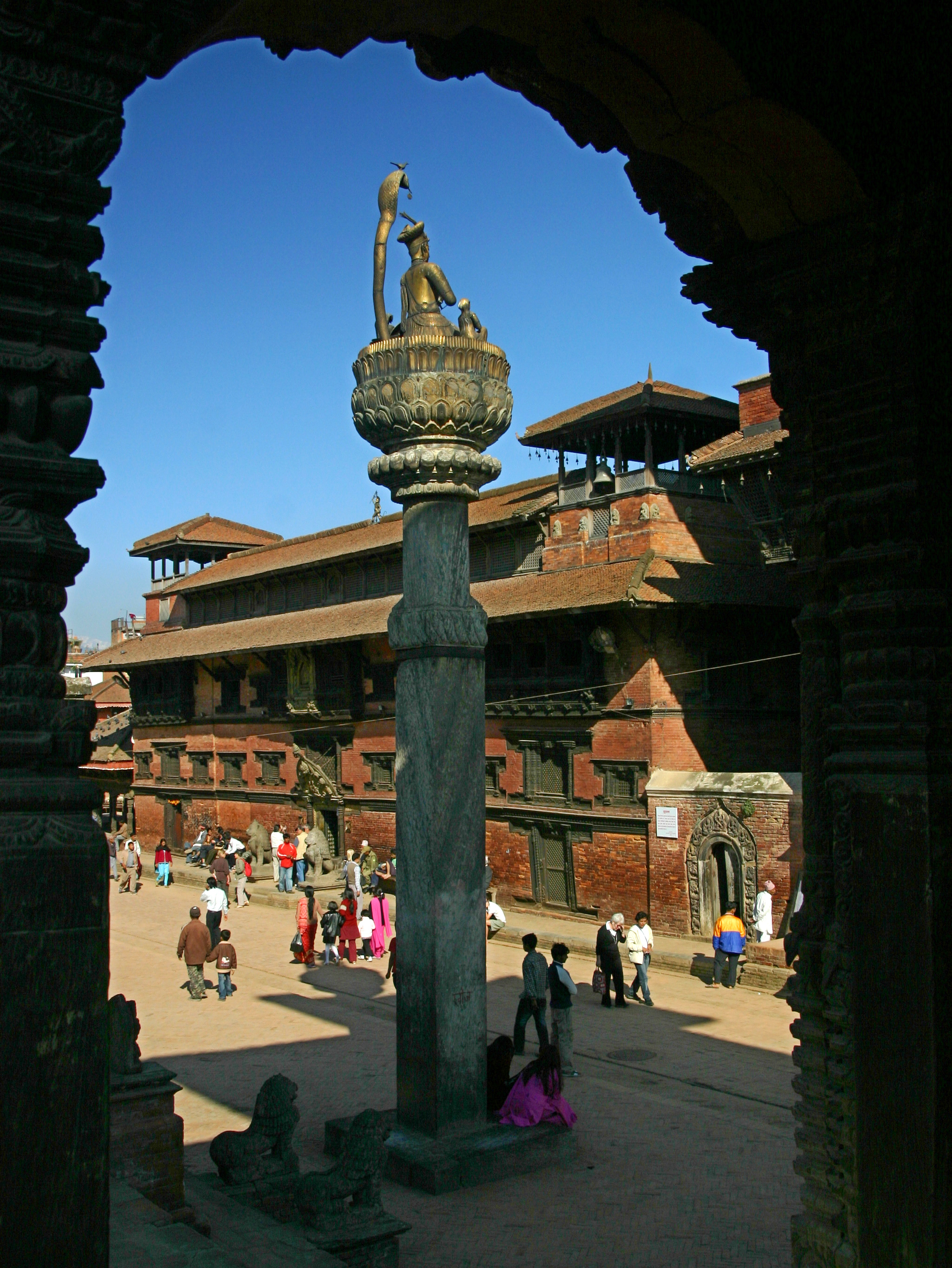
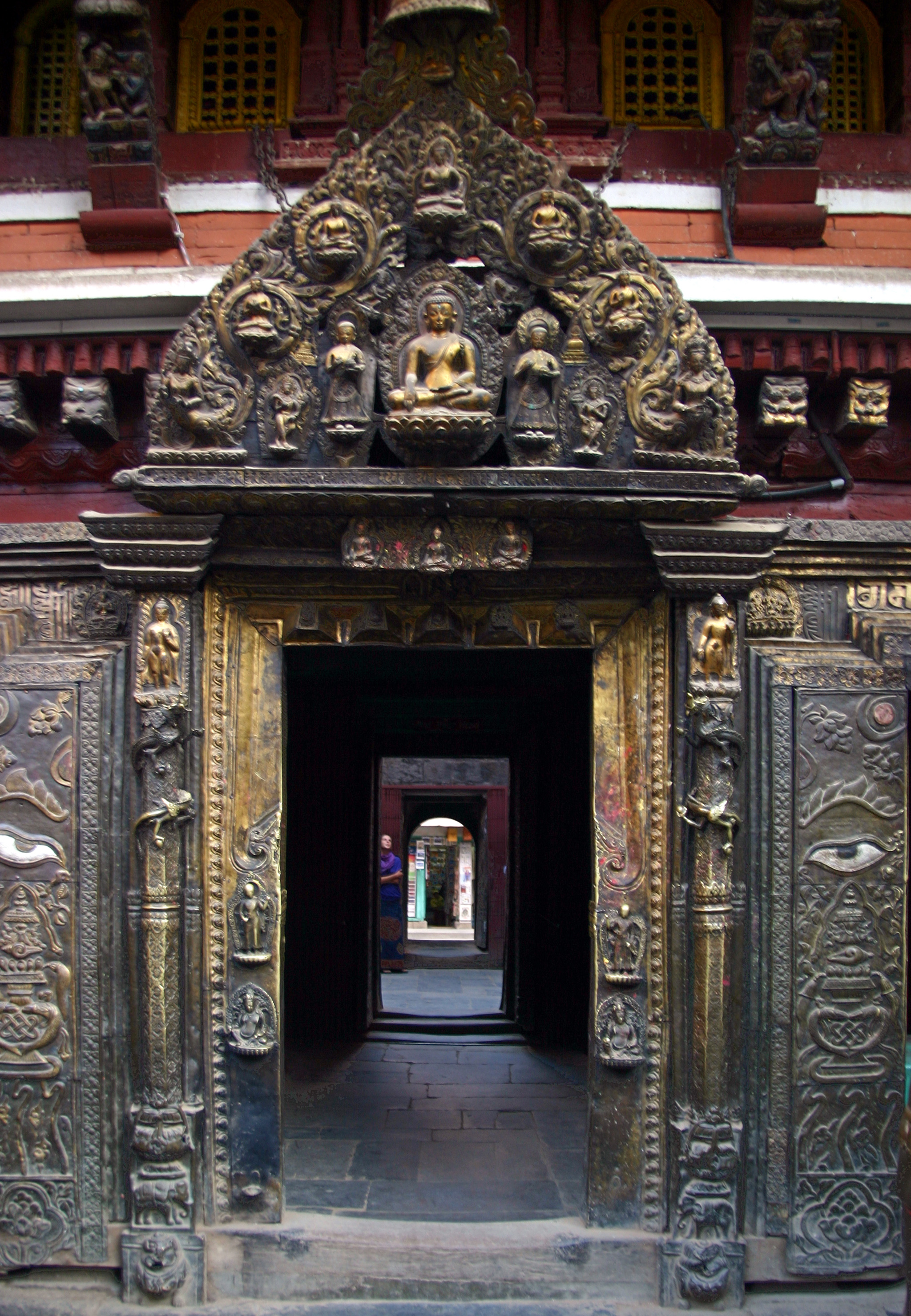